# Гафуров, Маматисок Бойматович
Маматисок Бойматович Гафуров (узб. Gafurov Mamatisok Boymatovich) — государственный деятель Республики Узбекистан, хоким Ферганской области (6 марта 2008-12 ноября 2008).

## Биография
До 2008 года был председателем Республиканской ассоциации масложировой и пищевой промышленности. 6 марта 2008 был назначен хокимом Ферганской области.